# Richard Burke (homme politique)
Pour les articles homonymes, voir Richard Burke et Burke.
Richard « Dick » Burke (né le 29 mars 1932, à New York, et mort le 15 mars 2016) est un homme politique irlandais, membre du Fine Gael. Il a notamment été ministre de l'Éducation, et commissaire européen dans les commissions Jenkins et Thorn.